# 網狀岩脈
在地質學中，網狀岩脈（英語：stockwork）
是一種由構造控製或隨機定向的複雜岩脈系統。 在許多礦床類型和云英岩中都很常見到網狀岩脈。它們也被稱為縱梁區（stringer zones）。